# Elysia viridis
Elysia viridis és una espècie de mol·lusc gastròpode marí de la família Plakobranchidae que, com Elysia chlorotica, té la característica d'aprofitar directament la fotosíntesi.

## Distribució
Viu al nord-est de l'oceà Atlàntic des de Noruega al mar Mediterrani com també la costa sud-africana. Es troba des de la zona entre marees fins a uns 5 m de fondària.

## Descripció
Fa uns 30 mm de llargada. El seu cos és de color brillant o marró amb taques iridescents.

## Ecologia
Aquesta espècie viu en relació endosimbiòtica subcel·lular amb els cloroplasts derivats de l'alga Codium fragile. Aquests cloroplasts proporcioen a Elysia productes de la fotosíntesi. Elysia viridis s'alimenta de Codium, i absorbeix els seus cloroplasts. Aquests són retinguts al cos del mol·lusc i els sucres produïts per la fotosíntesi són un suplement de la dieta de l'animal.